# Magnolia sharpii
Magnolia sharpii là một loài thực vật có hoa trong họ Magnoliaceae. Loài này được V.V.Miranda mô tả khoa học đầu tiên năm 1955.